# フルカン・アルデミル
フルカン・アルデミル(英表記:Furkan Aldemir 、1991年8月9日‐) は、トルコ出身の元プロバスケットボール選手。 現役時代のポジションはパワーフォワード。身長206cm、体重104kg。

## 経歴

### トルコ時代
イズミル出身、2007年に地元イズミルの球団であるパオクに入団し、2011年にガラタサライ・リブ・ホスピタルに移籍した。

### NBA
2012年のNBAドラフトでロサンゼルス・クリッパーズに2巡目53位で指名された。
その後、交渉権がヒューストン・ロケッツを経てフィラデルフィア・セブンティシクサーズに移り、2014年12月にガラタサライ・リブ・ホスピタルとのバイアウトが成立し、シクサーズと4年契約を結んだ。

## トルコ代表
2009年にはエネス・カンターらと共にU18欧州選手権(en)にて3位入賞を果たす。
2010年のU20欧州選手権(en)では一試合平均11.4リバウンドの活躍を見せ、翌年2011年のU20欧州選手権(en)では一試合平均14.8得点、15.9リバウンドの活躍を見せた。
2012年にはフル代表にも選ばれ、2013年にはFIBA欧州選手権(en)のトルコ代表に選ばれた。

## プレースタイル
肉弾戦も厭わず、予知能力を生かしたリバウンドが特徴。機動力もありピック&ロールやスキを突いたゴール下へのカットも得意とする。